# Ittle Dew 2
Ittle Dew 2 är ett actionäventyrsspel utvecklat av den svenska spelutvecklaren Ludosity och utgivit av Nicalis. Det är en uppföljare till Ittle Dew från 2013, och utgavs 15 november 2016 till Microsoft Windows och 14 november 2017 till Nintendo Switch.